# ژوائو کارلوس پینتو چاوز
ژوائو کارلوس پینتو چاوز (به پرتغالی: João Carlos Pinto Chaves) مدافع اهل برزیل است که در شهر ریودو ژانیرو و در تاریخ ۱ ژانویهٔ ۱۹۸۲ به دنیا آمده‌است.
ژوائو کارلوس پینتو چاوز در تیم‌های فوتبال واسکو دوگاما سابقهٔ حضور دارد.